# 立膜蘚
立膜蘚（学名：Hymenostylium recurvirostrum）为叢蘚科立膜蘚屬下的一个种。